# Henry David Thoreau
Henry David Thoreau (Concord, 12 de julho de 1817 — Concord, 6 de maio de 1862), também aportuguesado como Henrique Thoreau, foi um autor estadunidense, poeta, naturalista, pesquisador, historiador, filósofo e transcendentalista. Ele é mais conhecido por seu livro Walden, uma reflexão sobre a vida simples cercada pela natureza, e por seu ensaio A Desobediência Civil.
Os livros, ensaios, artigos, jornais e poesias de Thoreau chegam a mais de 20 volumes. Entre suas contribuições mais influentes encontravam-se seus escritos sobre história natural e filosofia, onde ele antecipou os métodos e preocupações da ecologia e do ambientalismo. Seu estilo de escrita literária intercala observações naturais, experiência pessoal, retórica pontuada, sentidos simbolistas, e dados históricos; ao mesmo tempo em que evidencia grande sensibilidade poética, austeridade filosófica, e uma paixão "yankee" pelo detalhe prático. Ele também era profundamente interessado na ideia de sobrevivência face a contextos hostis, mudança histórica, e decadência natural; ao mesmo tempo em que buscava abandonar o desperdício e a ilusão de forma a descobrir as verdadeiras necessidades essenciais da vida.
Foi também um notório abolicionista, realizando leituras públicas nas quais atacava as leis contra as fugas de escravos evocando os escritos de Wendell Phillips e defendendo o abolicionista John Brown. Thoreau criou o princípio da desobediência civil, que influenciou o pensamento político e ações de personalidades notáveis que vieram depois dele, filósofos e ativistas como Liev Tolstói, Mohandas Karamchand Gandhi, e Martin Luther King, Jr.
Thoreau é por vezes citado como um anarquista individualista. Ainda que por vezes sua desobediência civil ambicione por melhorias no governo, mais do que sua abolição – "Não peço, imediatamente por nenhum governo, mas imediatamente desejo um governo melhor" – a direção desta melhoria é que ambiciona o anarquismo: "'O melhor governo é o que não governa. Quando os homens estiverem devidamente preparados, terão esse governo”.

## Biografia
O pai de Thoreau era um pequeno fabricante de lápis, sua mãe, uma dama que contratava pensionistas. Formou-se na Universidade de Harvard em 1837. Tornou-se discípulo de Ralph Waldo Emerson, com quem manteve uma amizade profunda, como também o fez com outros pensadores transcendentais. Próximo a essa concepção, seu reformismo partia do indivíduo, e não da coletividade, e defendia um estilo de vida em contato profundo com a natureza.
A morte de seu irmão John, ocorrida em 1842, foi uma grande dor para ele. Escrever o livro de diário A Week on the Concord and Merrimack Rivers (1839-1849) o ajudou em sua tentativa de superar a perda de seu irmão e manter sua memória viva. Forte crença no princípio da reencarnação, que perpassa toda a obra por digressões precisas sobre as filosofias orientais e o interessante uso simbólico do rio como elemento de renascimento e continuidade, presente tanto nas filosofias oriental quanto ocidental. Em 1845, para vivenciar uma vida simples e como forma de protesto contra o sistema (desejo de se libertar das obrigações e constrangimentos da sociedade, de não se deixar contaminar pelos resíduos que o trabalho inevitavelmente produz), instalou-se em uma pequena cabana construído por ele mesmo perto do lago Walden, perto de Concord (Massachusetts). Aqui ele pôde se dedicar em tempo integral a escrever e observar a natureza. Após dois anos, em 1847, ele deixou lago Walden para viver com seu amigo e mentor Ralph Waldo Emerson e sua família em Concord (Massachusetts).
Em 1846, Thoreau recusou-se a pagar um imposto (poll tax) que o governo impôs para financiar a guerra no México, que ele considerou moralmente injusto e contrário aos princípios de liberdade, dignidade e igualdade dos Estados Unidos. Por isso, ele foi preso por uma noite e solto no dia seguinte quando, em meio a seus violentos protestos, sua tia pagou o imposto por ele.
| “Faz seis anos que não pago o poll tax. Uma vez por isso fui preso, por uma noite; e, enquanto eu estava ali examinando as maciças paredes de pedra, com sessenta ou três metros de espessura, a porta de madeira e ferro com trinta centímetros de espessura e as grades de ferro através das quais a luz se filtrava, não pude deixar de ficar impressionado com o absurdo daquela instituição que tratou-me como se eu fosse apenas carne, sangue e ossos, para ser trancado. Fiquei surpreso por finalmente ter concluído que esse era o melhor uso que poderia fazer de mim, e que nunca havia pensado em fazer uso de meus serviços de forma alguma. Percebi que, se houvesse uma parede de pedra entre mim e meus concidadãos, haveria uma ainda mais difícil de escalar ou quebrar antes que eles pudessem ser tão livres quanto eu. Não me senti segregado nem por um momento, e aquela parede parecia-me apenas um grande desperdício de pedra e argamassa. Sentia que só eu, de todos os meus concidadãos, tinha pago o meu imposto. Eles claramente não sabiam como me tratar, mas se comportavam como pessoas rudes. Em cada ameaça e em cada lisonja havia grosseria, pois estavam convencidos de que meu maior desejo era me encontrar do outro lado daquele muro de pedra. Não pude deixar de sorrir ao ver com que diligência eles fechavam a porta diante das minhas reflexões, que os acompanhavam sem impedimento, porém, e que constituíam o único perigo real. Como eles não podiam me alcançar, eles decidiram punir meu corpo; eles se comportaram como certas crianças que, quando não conseguem chegar a alguém de quem se ressentem, acabam maltratando o cachorro. Eu também entendi que o estado era um idiota, um temeroso como uma mulher solteira no meio de talheres, incapaz de distinguir seus amigos de seus inimigos, e assim acabei perdendo todo o respeito que havia deixado por ela., E eu teve pena dele. O Estado, portanto, nunca se mede diretamente com a sensibilidade de um homem, intelectual ou moral, mas apenas com seu corpo, com seus sentidos. Não é dotado de inteligência superior ou honestidade, mas apenas com força física superior." |
| (Retirado da Desobediência Civil) |

Em 1849 ele escreveu o ensaio Desobediência Civil. Em 1854, ele publicou Walden, ou Life in the Woods, no qual descreveu sua experiência de vida no Lago Walden.
Ele morreu de tuberculose em 1862 em Concord, sua cidade natal.

## Ideais

### Thoreau ecologista
Thoreau era um amante da natureza. É considerado, junto com os povos indígenas, um dos avós do movimento ecológico que ganharia forma nos anos 1960. Seus textos e discursos falam sempre sobre as vantagens da vida natural e livre. Sendo assim, Thoreau buscava impedir o massacre e extinção de indígenas e de animais selvagens, defendendo a ideia que a natureza selvagem (wilderness) servia como reservatório de nutrição intelectual aos humanos e por isso protegê-la estaria intimamente ligado à própria preservação da civilização humana. Ele sempre associava natureza e liberdade e, neste aspecto, sofreu forte influência de Jean-Jacques Rousseau e de textos orientais. 
Seu ambientalismo se expressa na frase: "Quero dizer uma palavra em defesa do ambiente natural e da liberdade absoluta. Uma declaração extrema pois já há muitos defensores da civilização".
Amava os animais, gostando de observá-los. "Tornei-me vizinho dos pássaros, não por ter aprisionado um, mas por ter me engaiolado perto deles", disse em "Walden". Até o final de sua vida, fez longos passeios pela natureza e dava preferência aos recantos mais selvagens e, em sua concepção, mais livres. Dizia preferir o pântano mais lamacento ao mais belo jardim.
Thoreau era também cético com relação ao progresso tecnológico, especialmente por ser contrário ao embrião de sociedade de consumo que já era a sociedade americana da época.

## Thoreau e a guerra México-Americana
Parte do imaginário coletivo norte-americano acreditava que era destino dos EUA realizar sua expansão territorial, tinha-se a crença de que a Providência Divina demandava dos norte-americanos uma postura civilizatória, em oposição às forças europeias que supostamente desejavam frear o crescimento da América. Pouco a pouco, essa crença se transmutava num nacionalismo norte-americano, numa visão exaltada de si próprio como povo e Nação. Em Massachusetts, o sentimento para com a guerra se desenvolveu de forma a se afastar desse nacionalismo, parte dessa população não apoiava o embate com os mexicanos. O estado de Massachusetts caracterizou a empreitada americana como uma “guerra de conquista” que dizia interesse para os fazendeiros escravistas. Dentre as pessoas que desaprovavam a guerra México-americana, a oposição mais conhecida é a de Henry David Thoreau, pois “não foi apenas um crítico a guerra como agressão ao México, mas também se negou a pagar impostos como protesto (...)”. Nesse cenário, Thoreau escreveu se escrito mais popular “A Desobediência Civil”, um ensaio no qual criticava os maus governos e propunha um modelo de combate à tirania.
Há uma longa tradição nos EUA de hostilidade para com o Estado e defesa da autonomia individual; os Estados Unidos é, afinal de contas, a democracia liberal mais antiga do mundo. Existe um profundo enraizamento da defesa dos direitos individuais dentro das visões de mundo norte-americanas.
Perante a guerra contra o México, a pergunta que Thoreau se fez, basicamente, foi “como lidar com esse mal?”. Basicamente, a resposta fora “não compactuar com esse mesmo mal”. Henry Thoreau diz em seu ensaio: “Todos os homens reconhecem o direito de revolução; isto é, o direito de recusar obediência ao governo, e de resistir a ele, quando sua tirania ou sua ineficiência são grandes e intoleráveis”. O naturalista se recusou a pagar impostos para o governo americano, a recusa de Thoreau a pagar imposto foi um ato simbólico de protesto contra um governo escravista e que deflagra guerra contra outros indivíduos. O escritor não podia, aos seus próprios olhos, reconhecer um governo que propaga a violência e o mal. E, justamente por isso, aceitou ir para a prisão, afirmando que num governo que prega o aprisionamento moral, o verdadeiro lugar de um homem honesto seria a prisão.
A “resistência”, para esse autor, era a capacidade de se autodefender. Henry Thoreau enxergava o Estado como um todo sob a ótica de que o mesmo está sujeito ao fracasso, afirmando em sua obra: “O governo em si, que é apenas o modo que o povo escolheu para executar sua vontade, está igualmente sujeito ao abuso e à perversão antes que o povo possa agir por meio dele. Prova disso é a atual guerra mexicana, obra de relativamente poucos indivíduos que usam o governo permanente como seu instrumento, pois, desde o princípio, o povo não teria consentido semelhante iniciativa”. A oposição que existia, era não necessariamente entre Governo x Cidadão, mas sim entre Governo x Consciência. A “teoria” thoreauviana tem base no princípio dos indivíduos exercer seu próprio julgamento e não servir ao Estado como uma máquina, que não questiona, ou como um boneco de madeira que pode ser modelado da forma que o escultor (o Estado) desejar.

Thoreau não se envolveu em nenhum partido político, ou movimento organizado, nunca em sua vida votou nas eleições, era adepto de uma “revolução-de-um-só-homem”, ou seja, que cada indivíduo ganhasse consciência perante um mau governo. O engajamento do transcendentalista com o Estado se deu apenas pela sua ação como escritor e a recusa de contribuir com seu dinheiro. Lê-se em A desobediência civil: “Que cada homem faça saber qual é o tipo de governo capaz de conquistar seu respeito”. “A desobediência civil de Thoreau é a escolha que ele fez quando não havia outra escolha que não agir; não é apenas ação, mas uma ação necessária (...)”. A ação de Thoreau, fora, em essência uma ação não-violenta, o autor seria um dos precursores do movimento de não-violência utilizados por Gandhi e Martin Luther King Jr. E, assim como estes últimos, a ação do americano é relacionada diretamente com uma fonte essencial de opressão, o Estado. Mesmo que para o autor nenhum homem seja responsável por solucionar algum mal que seja, os indivíduos tem a obrigação de não compactuar com este mal, devem desobedecer às leis injustas e não apoiar as práticas condenáveis:
“Em outras palavras, quando um sexto da população do país que se apresenta como refúgio da liberdade é composto de escravos, e uma nação inteira é injustamente atacada, conquistada por um exército estrangeiro e submetido à lei militar, penso que não é cedo demais para os homens honestos se rebelarem e fazerem a revolução. O que torna ainda mais urgente esse dever é o fato de que o país assim atacado não é o nosso, pois nosso é o exército invasor (...) Se a injustiça tiver uma mola própria e exclusiva, ou uma polia, ou uma corda, ou uma manivela, talvez seja o caso de avaliar se o remédio não seria pior que o mal; mas se ela for do tipo que requer que você seja o agente da injustiça contra outra pessoa, então, eu digo: Viole a lei.”

### Thoreau anárquico
Influenciou fortemente o anarquismo e os admiradores desta filosofia. Seu ensaio "A Desobediência Civil" é a base de ação para libertários e anarquistas, além de ter sido posto em prática com sucesso por Mahatma Gandhi.
Seu pensamento libertário é complexo e não pode ser resumido facilmente. Entretanto, algumas das passagens mais famosas de seus livros condensam sua visão de mundo:
A crítica à relação entre as classes ricas, que se tornam privilegiadas do governo, e o Estado, bem como à vida abundante em posses materiais mas desprovida de valores espirituais e éticos: "Mas o homem rico — sem querer fazer uma comparação invejosa — está sempre vendido à instituição (Estado) que o torna rico. Falando em termos gerais, quanto mais dinheiro, menos virtude (...); ao passo que a única nova questão que ele se coloca é a difícil e supérflua de saber como gastar o dinheiro. Assim, seu terreno moral é tirado de sob seus pés".
A crítica ao Estado: "O melhor governo é o que nada governa".
A defesa do direito à propriedade privada e a crítica à espoliação estatal: "Se eu nego sua autoridade (do Estado) quando ele impõe seus tributos, ele logo tomará a devastará todas as minhas propriedades, e importunará a mim e a meus filhos para sempre. Isso é duro. Isso torna impossível a um homem viver honestamente, e ao mesmo tempo com conforto, no que diz respeito ao aspecto exterior". "Até que eu me dedique exclusivamente a construir um patrimônio na minha terra por meio de um empreendimento pacífico, estou em condições de recusar minha lealdade a Massachusetts, e o direito deste estado sobre minha propriedade e minha vida".
Apesar de suas críticas à escravidão, à guerra, à devastação ambiental e a tantas outras facetas da sociedade de sua época, Thoreau preferia não se definir sob nenhuma classificação política.

### Pacifismo e abolicionismo
A prisão de Thoreau se deveu justamente ao fato de ele ter deixado de pagar impostos ao governo americano. Além de suas tendências anárquicas, Thoreau explica que não queria financiar um Estado escravocrata e tampouco uma guerra. Naquela época os EUA mantinham negros como escravos e estavam em uma guerra imperialista contra o México, com o objetivo de anexar territórios.
A posição de Thoreau como abolicionista e defensor da causa negra está registrada em seus textos. Mas não somente isso: ele teve atuação na Underground Railway (ferrovia subterrânea), uma rota de fuga que levava escravos negros para uma vida livre no Canadá.
A cabana de madeira que Thoreau construiu nas imediações do lago Walden não existe mais. Hoje, em local aproximado onde se situava há uma réplica, ponto de visitação de turistas.

### Thoreau e o minimalismo existencial
Em uma entrevista proporcionada ao IHU On-Line, Kelly Dean Jolley promove uma perspectiva de Thoreau como um minimalista existencial. A partir da entrevista, Jolley ressalta que Thoreau defende uma vida de abnegação e simplicidade, cujo objetivo é obter uma melhor compreensão da existência e do mundo que aparece diante de nós.
De fato, a filosofia de Henry David Thoreau vai além da abstração das ideias, é um modo de conceber o mundo e reger uma vida a partir da constante relação com o real e com o verdadeiro. A vida, nesse caso, encontra-se em consonância com o verdadeiro, e o verdadeiro, para Thoreau, está fora das paredes da prisão invisível que grande parte da sociedade impôs com o avanço tecnológico e fortalecimento do capitalismo com seu consumismo excessivo. Dessa forma, é perceptível a busca da verdade através de uma forte crítica ao materialismo, cuja principal consequência é o ajuste da visão para o que realmente existe. Kelly Dean Jolley expressa tal questão sucintamente: 
''Para mim Thoreau acredita que vivemos em um esquecimento propositado de nossa natureza, e que nossas tendências para focar naquilo que é desnecessário são tanto resultado como causa desse esquecimento. Ao ir para a mata, Thoreau se transforma em um lembrete vivo daquilo que esquecemos. Ele se torna uma consciência moral externalizada – para colocar de forma paradoxal – chamando cada um de nós de volta ao que (todos) somos.''
É nesse contexto que o pensamento minimalista entra em ação. Uma mensagem importante, senão principal, da filosofia minimalista seria a necessidade de reduzir o máximo de recursos possíveis para reger uma vida e, assim, sobreviver apenas com o necessário. Nesse sentido, não é à toa que Thoreau é visto como um minimalista. Verifica-se diversos exemplos da filosofia minimalista nos seus escritos, especialmente em Walden. Dentre tais, vale destacar uma parte:
''Simplicidade, simplicidade, simplicidade! Digo: Ocupai-vos de dois ou três afazeres, e não de cem ou mil; contai meia dúzia em vez de um milhão e tomai nota das receitas e despesas na ponta do polegar... Simplificar, simplificar. Em vez de três refeições por dia, se preciso for, comer apenas uma; em vez de cem pratos, cinco; e reduzir proporcionalmente as outras coisas...''
Nessa perspectiva, o minimalismo seria um passo importante para melhor compreender o mundo e chegar a um nível superior a partir das experiências acumuladas pelas privações impostas por um estilo de vida de controle e abnegação – este é um dos motivos que Thoreau é chamado de transcendentalista. Com isso, torna-se possível aguçar a visão e focá-la no que é verdadeiro, procurar apenas o que é essencial para manter o famoso ‘’calor vital’’ que o autor frequentemente menciona e, assim, viver. Por esse fato que Walden foi fundamental para a evolução espiritual e física de Thoreau. O deserto era um ambiente longe das prisões ilusórias da sociedade capitalista e um lugar propício à solidão e à abnegação, cuja consequência era o contato com a própria essência da vida e a visão do mundo como ele é: 
''Fui para os bosques porque pretendia viver deliberadamente, defrontar-me apenas com os fatos essenciais da vida, e ver se podia aprender o que tinha a me ensinar, em vez de descobrir à hora da morte que não tinha vivido. Não desejava viver o que não era vida, a vida sendo tão maravilhosa, nem desejava praticar a resignação, a menos que fosse de todo necessária. Queria viver em profundidade e sugar toda a medula da vida, viver tão vigorosa e espartanamente a ponto de pôr em debandada tudo que não fosse vida, deixando o espaço limpo e raso; encurralá-la num beco sem saída, reduzindo-a a seus elementos mais primários, e, se esta se revelasse mesquinha, adentrar-me então em sua total e genuína mesquinhez e proclamá-la ao mundo; e se fosse sublime, sabê-lo por experiência, e ser capaz de explicar tudo isso na próxima digressão''
Thoreau influenciou diversas gerações de pensadores e aventureiros. Um grande exemplo disso foi o de Christoper McCandless, um jovem que, ao terminar a faculdade, deixou para trás toda uma vida – como o conforto de uma casa, a presença de pessoas que o amam, seu dinheiro e seu carro –, com o principal objetivo de viver sobre o deserto e absorver tudo que a existência poderia proporcionar.
Há diversos traços da filosofia minimalista de Thoreau em McCandless. Um aspecto que pode provar esse fato é a aversão ao materialismo da sociedade a qual frequentava e o consequente abandono da maioria de seus bens materiais para poder viver uma vida de solidão e privação em busca da verdade. Um exemplo da influência direta de Thoreau sobre McCandless é uma frase sublinhada do livro Walden, ou a vida nos bosques, encontrada no lugar em que este último morreu, no qual diz:
''Mais que amor, dinheiro e fama, dai-me a verdade. Sentei-me a uma mesa em que a comida era fina, os vinhos abundantes e o serviço impecável, mas faltavam sinceridade e verdade e fui-me embora do recinto inóspito, sentindo fome. A hospitalidade era fria como os sorvetes.''
Um aspecto interessante é que McCandless escreveu a palavra ‘’verdade’’ em letras de forma no alto da página que a frase anterior se encontrava. É possível, dessa forma, perceber que a busca da verdade era um dos principais anseios de McCandless ao ir para o deserto. Talvez não seja mera coincidência das buscas similares de Thoreau e McCandless, uma vez que este último tinha como anseio primordial conceber o verdadeiro na sua mais pura manifestação. Thoreau, nesse caso, pode ter sido uma das bases do pensamento e um dos principais influenciadores de McCandless. Apenas para reforçar essa reflexão, vale destacar uma frase de seu diário: 
''Dois anos ele caminha pela terra. Sem telefone, sem piscina, sem animal de estimação, sem cigarros. Liberdade definitiva. Um extremista. Um viajante estético cujo lar é a estrada (...) E agora depois de dois anos errantes chega à última e maior aventura. A batalha final para matar o ser falso interior e concluir vitoriosamente a revolução espiritual (...) Para não ser mais envenenado pela civilização, ele foge e caminha sozinho sobre a terra para perde-ser na natureza.''
Torna-se possível detectar diversas passagens que expressam os pensamentos de Thoreau nesse trecho. Logo no começo, McCandless diz ‘’ Sem telefone, sem piscina, sem animal de estimação, sem cigarros. Liberdade definitiva. Um extremista (...)’’. Percebe-se nessa frase uma certa aversão aos bens materiais e à necessidade se libertar dos vícios que o consumo de tais bens proporciona, aspecto que a filosofia minimalista de Thoreau expressa claramente. Indo mais além é perceptível um anseio de matar um ‘’falso ser interior e concluir vitoriosamente uma revolução espiritual (...)’’, Thoreau expressa essa necessidade de revolução espiritual nitidamente em Walden. Assim, afirma-se que a filosofia minimalista de Thoreau foi tão forte que chegou até os tempos atuais. Instigando constantemente diversos estudiosos a mudar suas vidas e criar um novo rumo às mesmas.
É por esse motivo que Thoreau pode ser visto como um minimalista existencial e um dos principais disseminadores do pensamento minimalista. Sua filosofia é focada na destruição de toda a ilusão que uma sociedade materialista pode possuir a partir da busca das coisas – e apenas dessas coisas – que mantém nosso ‘’calor vital’’. Assim, é possível despertar para o verdadeiro mundo que existe diante de todos os seres vivos e sugar toda a vida que este mesmo mundo pode proporcionar.

## Obras
Muitas das obras de Thoreau não foram publicadas durante sua vida, incluindo seus diários e vários manuscritos inacabados.
- Aulus Persius Flaccus (1840)[24]
- The Service (1840)
- A Walk to Wachusett (1842)[25]
- Paradise (to be) Regained (1843)[26]
- The Landlord (1843)[27]
- Sir Walter Raleigh (1844)
- Herald of Freedom (1844)[28]
- Wendell Phillips Before the Concord Lyceum (1845)[29]
- Reform and the Reformers (1846–48)
- Thomas Carlyle and His Works (1847)[30]
- A Week on the Concord and Merrimack Rivers (1849)[31]
- Resistance to Civil Government, or Civil Disobedience, or On the Duty of Civil Disobedience (1849)[32]
- An Excursion to Canada (1853)[33]
- Slavery in Massachusetts (1854)[34]
- Walden (1854)[35]
- A Plea for Captain John Brown (1859)[36]
- Remarks After the Hanging of John Brown (1859)[37]
- The Last Days of John Brown (1860)
- Walking (1862)[38]
- Autumnal Tints (1862)[39]
- Wild Apples: The History of the Apple Tree (1862)[40]
- The Fall of the Leaf (1863)[41][42]
- Excursions (1863)[43]
- Life Without Principle (1863)[44]
- Night and Moonlight (1863)[45]
- The Highland Light (1864)[46]
- The Maine Woods (1864)[47][48] Jeffrey S. Cramer, ed., Yale University Press, 2009
- Cape Cod (1865)[49]
- Letters to Various Persons (1865)[50]
- A Yankee in Canada, with Anti-Slavery and Reform Papers (1866)[51]
- Early Spring in Massachusetts (1881)
- Summer (1884)[52]
- Winter (1888)[53]
- Autumn (1892)[54]
- Miscellanies (1894)[55]
- Familiar Letters of Henry David Thoreau (1894)[56]
- Poems of Nature (1895)[46]
- Some Unpublished Letters of Henry D. and Sophia E. Thoreau (1898)[46]
- The First and Last Journeys of Thoreau (1905)[57][58]
- Journal of Henry David Thoreau (1906)[59]
- The Correspondence of Henry David Thoreau editado por Walter Harding e Carl Bode (Washington Square: New York University Press, 1958)[60]
- Poets of the English Language (Viking Press, 1950)[carece de fontes?]
- I Was Made Erect and Lone[61]
- The Bluebird Carries the Sky on His Back (Stanyan, 1970)[62]
- The Dispersion of Seeds published as Faith in a Seed (Island Press, 1993)[63]
- The Indian Notebooks (1847–1861) selections by Richard F. Fleck
- Wild Fruits (Inacabado com sua morte, W.W Norton, 1999)[64][65]